# Yoshiharu Habu
Yoshiharu Habu (羽生 善治), né le 27 septembre 1970, est un joueur professionnel de shōgi et maître FIDE des échecs. Son professeur est Tatsuya Futakami.

## Biographie

### Carrière au shogi
Yoshiharu Habu est devenu professionnel en 1985. Il a été promu à 9-dan en 1994.
Il est actuellement le détenteur du record de nombre de titres : il a dépassé le record de Yasuharu Oyama, qui en avait gagné 80, en obtenant son 81e titre en 2012 ; Habu en possède 99 depuis 2018.
Il est également le détenteur du record de nombre de victoires depuis juin 2019. Le 16 juin 2022, il a atteint le jalon des 1500 victoires, (pour 654 défaites).
Le précédent record était détenu par Yasuharu Oyama qui, à sa mort, possédait 1433 victoires pour 781 défaites.
Il a dominé les sept titres majeurs (Ryu-oh, Meijin, Kisei, Oi, Oza, Kioh, et Osho) en 1996 (du 14 février au 30 juillet).

### Pratique des échecs

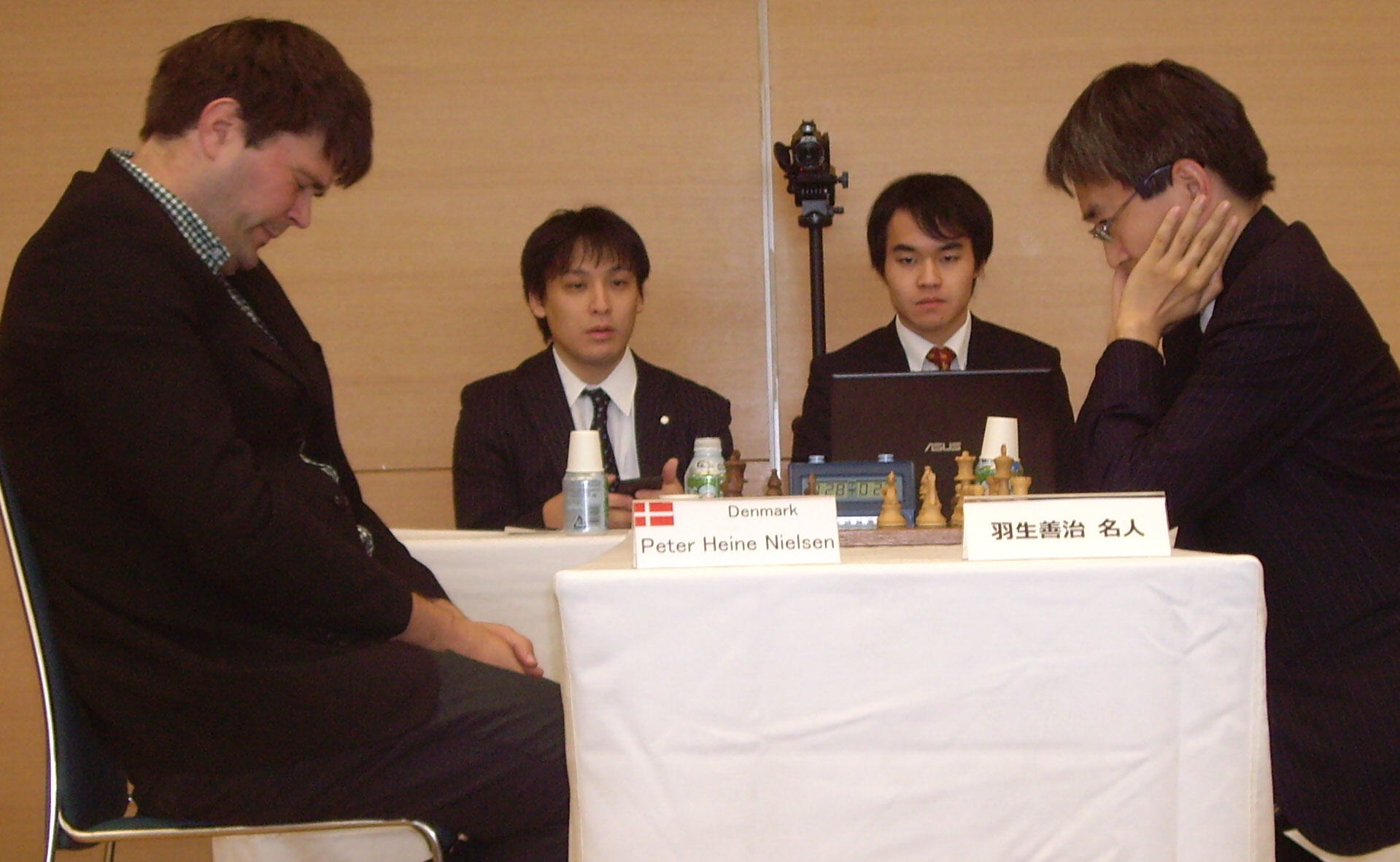
Habu disputant une partie d'échecs contre le grand maître international d'échecs et joueur de shogi Peter Heine Nielsen (2014).

Habu est également l'un des meilleurs joueurs d'échecs du Japon, avec un classement Elo de 2415 en mars 2014. Il est classé comme inactif depuis 2017.

## Carrière
- 1982, 2 décembre : 6-kyu
- 1983, 2 février : 5-kyu (6 victoires, 3 défaites)
- 1983, 28 mars : 4-kyu (6 victoires, aucune défaite)
- 1983, 11 mai : 3-kyu: (6 victoires, aucune défaite)
- 1983, 7 juillet : 2-kyu : (6 victoires, aucune défaite)
- 1983, 24 août : 1-kyu : (6 victoires, aucune défaite)

- 1984, 11 janvier : 1-dan (12 victoires, 4 défaites)
- 1984, 10 septembre : 2-dan (14 victoires, 5 défaites)
- 1985, 25 avril : 3-dan (12 victoires, 4 défaites)
- 1985, 12 décembre : 4-dan (13 victoires, 4 défaites)
- 1988, 1er avril : 5-dan (en raison de C1-Meijinsen classe de promotion)
- 1989, 1er octobre : 6-dan (en cours de la Ryu-oh Challenger)
- 1990, 1er octobre : 7-dan (en cours de Ryu-oh tenant du titre lui-même)
- 1993, 1er avril : 8-dan (rejoint A-class Meijinsen)
- 1994, 1er avril : 9-dan (promotion spéciale)

## Palmarès

### Titres majeurs
| Titre  | Années                                      | Nombre de titres |
| ------ | ------------------------------------------- | ---------------- |
| Ryūō   | 1989, 1992, 1994, 1995, 2001, 2002, 2017    | 7                |
| Meijin | 1994 - 1996, 2003, 2008 - 2010, 2014 - 2015 | 9                |
| Kisei  | 1993 - 1995, 2000, 2008 - 2017              | 16               |
| Ōi     | 1993 - 2001, 2004 - 2006, 2011-2016         | 18               |
| Ōza    | 1992 - 2010, 2012-2016                      | 24               |
| Kiō    | 1991 - 2002, 2005                           | 13               |
| Ōshō   | 1996 - 2001, 2003, 2005-2009                | 12               |

Titres honorifiques (Eisei) : Ryuo, Meijin, Kisei, Oi, Oza, Kioh, Osho.

### Titres secondaires
| Tournois                 | Années                                                |
| ------------------------ | ----------------------------------------------------- |
| Coupe Asahi              | 1989, 1991, 1998, 2004-2007, 2009, 2011               |
| Coupe NHK                | 1989, 1992, 1997, 1998, 1999, 2000, 2008 - 2011, 2018 |
| Nihon Shogi Series       | 1991, 1998, 2003, 2010-2011                           |
| Ginga-sen                | 1997, 2000, 2001, 2004, 2006                          |
| Hayazashi Senshuken (ja) | 1992, 1995                                            |
| Shinjin-O                | 1988                                                  |

Titre honorifique : Lifetime NHK Cup Champion
année par année

### Palmarès année par année
| Année     | Titre                    | Gagnant                  | Score          | Finaliste                |
| --------- | ------------------------ | ------------------------ | -------------- | ------------------------ |
| 1988-1989 |                          |                          | Shinjin-O 1988 | Shinjin-O 1988           |
| 1989-1990 | 2e Ryūō                  | Yoshiharu Habu           | 4-0            | Akira Shima              |
| 1989-1990 |                          | Asahi Open 1989          |                |                          |
| 1989-1990 | Coupe NHK 1989           |                          |                |                          |
| 1990-1991 | 3e Ryūō                  | Koji Tanigawa            | 4-1            | Yoshiharu Habu           |
| 1990-1991 | 16e Kiō                  | Yoshiharu Habu           | 3-1            | Yoshikazu Minami         |
| 1991-1992 | 17e Kiō                  | Yoshiharu Habu           | 3-1            | Yoshikazu Minami         |
| 1991-1992 |                          | Asahi Open 1991          |                |                          |
| 1991-1992 | Nihon Series 1991        |                          |                |                          |
| 1991-1992 |                          | 49e Jun'i sen            | B2             | 4e 8-2                   |
| 1992-1993 | 40e Ōza                  | Yoshiharu Habu           | 3-2            | Bungo Fukusaki           |
| 1992-1993 | 5e Ryūō                  | Yoshiharu Habu           | 4-3            | Koji Tanigawa            |
| 1992-1993 | 18e Kiō                  | Yoshiharu Habu           | 3-2            | Koji Tanigawa            |
| 1992-1993 |                          | Coupe NHK 1992           |                |                          |
| 1992-1993 | Hayazashi Senshuken 1992 |                          |                |                          |
| 1992-1993 |                          | 50e Jun'i sen            | B2             | 1e 8-2 promu B1          |
| 1993-1994 | 62e Kisei                | Yoshiharu Habu           | 3-1            | Koji Tanigawa            |
| 1993-1994 | 34e Ōi                   | Yoshiharu Habu           | 4-0            | Masataka Goda            |
| 1993-1994 | 41e Ōza                  | Yoshiharu Habu           | 3-1            | Koji Tanigawa            |
| 1993-1994 | 63e Kisei                | Yoshiharu Habu           | 3-2            | Koji Tanigawa            |
| 1993-1994 | 6e Ryūō                  | Yasumitsu Sato           | 4-2            | Yoshiharu Habu           |
| 1993-1994 | 19e Kiō                  | Yoshiharu Habu           | 3-0            | Yoshikazu Minami (shogi) |
| 1994-1995 | 52e Meijin               | Yoshiharu Habu           | 4-2            | Kunio Yonenaga           |
| 1994-1995 | 64e Kisei                | Yoshiharu Habu           | 3-1            | Koji Tanigawa            |
| 1994-1995 | 35e Ōi                   | Yoshiharu Habu           | 4-0            | Masataka Goda            |
| 1994-1995 | 42e Ōza                  | Yoshiharu Habu           | 3-0            | Koji Tanigawa            |
| 1994-1995 | 65e Kisei                | Yoshiharu Habu           | 3-0            | Akira Shima              |
| 1994-1995 | 7e Ryūō                  | Yoshiharu Habu           | 4-2            | Yasumitsu Sato           |
| 1994-1995 | 44e Ōshō                 | Koji Tanigawa            | 4-3            | Yoshiharu Habu           |
| 1994-1995 | 20e Kiō                  | Yoshiharu Habu           | 3-0            | Taku Morishita           |
| 1995-1996 | 53e Meijin               | Yoshiharu Habu           | 4-1            | Taku Morishita           |
| 1995-1996 | 66e Kisei                | Yoshiharu Habu           | 3-0            | Hiroyuki Miura           |
| 1995-1996 | 36e Ōi                   | Yoshiharu Habu           | 4-2            | Masataka Goda            |
| 1995-1996 | 43e Ōza                  | Yoshiharu Habu           | 3-0            | Keiji Mori               |
| 1995-1996 | 8e Ryūō                  | Yoshiharu Habu           | 4-2            | Yasumitsu Sato           |
| 1995-1996 | 45e Ōshō                 | Yoshiharu Habu           |                | Koji Tanigawa            |
| 1995-1996 | 21e Kiō                  | Yoshiharu Habu           | 3-0            | Michio Takahashi         |
| 1995-1996 |                          | Hayazashi Senshuken 1995 |                |                          |
| 1996-1997 | 54e Meijin               | Yoshiharu Habu           | 4-1            | Toshiyuki Moriuchi       |
| 1996-1997 | 67e Kisei                | Hiroyuki Miura           | 3-2            | Yoshiharu Habu           |
| 1996-1997 | 37e Ōi                   | Yoshiharu Habu           | 4-1            | Koichi Fukaura           |
| 1996-1997 | 44e Ōza                  | Yoshiharu Habu           | 3-0            | Akira Shima              |
| 1996-1997 | 9e Ryūō                  | Koji Tanigawa            | 4-1            | Yoshiharu Habu           |
| 1996-1997 | 46e Ōshō                 | Yoshiharu Habu           |                | Koji Tanigawa            |
| 1996-1997 | 22e Kiō                  | Yoshiharu Habu           | 3-2            | Taku Morishita           |
| 1997-1998 | 55e Meijin               | Koji Tanigawa            | 4-0            | Yoshiharu Habu           |
| 1997-1998 | 38e Ōi                   | Yoshiharu Habu           | 4-1            | Yasumitsu Sato           |
| 1997-1998 | 45e Ōza                  | Yoshiharu Habu           | 3-0            | Akira Shima              |
| 1997-1998 | 47e Ōshō                 | Yoshiharu Habu           |                | Yasumitsu Sato           |
| 1997-1998 | 23e Kiō                  | Yoshiharu Habu           | 3-1            | Masataka Goda            |
| 1997-1998 |                          | Coupe NHK 1997           |                |                          |
| 1997-1998 | Ginga Sen 1997           |                          |                |                          |
| 1998-1999 | 39e Ōi                   | Yoshiharu Habu           | 4-2            | Yasumitsu Sato           |
| 1998-1999 | 46e Ōza                  | Yoshiharu Habu           | 3-2            | Koji Tanigawa            |
| 1998-1999 | 48e Ōshō                 | Yoshiharu Habu           |                | Taku Morishita           |
| 1998-1999 | 24e Kiō                  | Yoshiharu Habu           | 3-0            | Yasumitsu Sato           |
| 1998-1999 |                          | Asahi Open 1998          |                |                          |
| 1998-1999 |                          | Coupe NHK 1998           |                |                          |
| 1998-1999 |                          | Nihon Series 1998        |                |                          |
| 1999-2000 | 40e Ōi                   | Yoshiharu Habu           | 4-0            | Koji Tanigawa            |
| 1999-2000 | 47e Ōza                  | Yoshiharu Habu           | 3-1            | Tadahisa Maruyama        |
| 1999-2000 | 49e Ōshō                 | Yoshiharu Habu           | 4-0            | Yasumitsu Sato           |
| 1999-2000 | 25e Kiō                  | Yoshiharu Habu           | 3-1            | Toshiyuki Moriuchi       |
| 1999-2000 |                          | Coupe NHK 1999           |                |                          |
| 2000-2001 | 71e Kisei                | Yoshiharu Habu           | 3-2            | Koji Tanigawa            |
| 2000-2001 | 41e Ōi                   | Yoshiharu Habu           | 4-3            | Koji Tanigawa            |
| 2000-2001 | 48e Ōza                  | Yoshiharu Habu           | 3-2            | Takeshi Fujii            |
| 2000-2001 | 13e Ryūō                 | Takeshi Fujii            | 4-3            | Yoshiharu Habu           |
| 2000-2001 | 50e Ōshō                 | Yoshiharu Habu           | 4-1            | Koji Tanigawa            |
| 2000-2001 | 26e Kiō                  | Yoshiharu Habu           | 3-1            | Toshiaki Kubo            |
| 2000-2001 |                          | Coupe NHK 2000           |                |                          |
| 2000-2001 |                          | Ginga Sen 2000           |                |                          |
| 2001-2002 | 72e Kisei                | Masataka Goda            | 3-2            | Yoshiharu Habu           |
| 2001-2002 | 42e Ōi                   | Yoshiharu Habu           | 4-0            | Nobuyuki Yashiki         |
| 2001-2002 | 49e Ōza                  | Yoshiharu Habu           | 3-1            | Toshiaki Kubo            |
| 2001-2002 | 14e Ryūō                 | Yoshiharu Habu           | 4-1            | Takeshi Fujii            |
| 2001-2002 | 51e Ōshō                 | Yasumitsu Sato           | 4-2            | Yoshiharu Habu           |
| 2001-2002 | 27e Kiō                  | Yoshiharu Habu           | 3-1            | Yasumitsu Sato           |
| 2001-2002 |                          | Ginga Sen 2001           |                |                          |
| 2002-2003 | 43e Ōi                   | Koji Tanigawa            | 4-1            | Yoshiharu Habu           |
| 2002-2003 | 50e Ōza                  | Yoshiharu Habu           | 3-0            | Yasumitsu Sato           |
| 2002-2003 | 15e Ryūō                 | Yoshiharu Habu           | 4-3            | Takashi Abe              |
| 2002-2003 | 52e Ōshō                 | Yoshiharu Habu           | 4-0            | Yasumitsu Sato           |
| 2002-2003 | 28e Kiō                  | Tadahisa Maruyama        | 3-2            | Yoshiharu Habu           |
| 2003-2004 | 61e Meijin               | Yoshiharu Habu           | 4-0            | Toshiyuki Moriuchi       |
| 2003-2004 | 44e Ōi                   | Koji Tanigawa            | 4-1            | Yoshiharu Habu           |
| 2003-2004 | 51e Ōza                  | Yoshiharu Habu           | 3-2            | Akira Watanabe           |
| 2003-2004 | 16e Ryūō                 | Toshiyuki Moriuchi       | 4-0            | Yoshiharu Habu           |
| 2003-2004 | 53e Ōshō                 | Toshiyuki Moriuchi       | 4-2            | Yoshiharu Habu           |
| 2003-2004 |                          | Nihon Series 2003        |                |                          |
| 2004-2005 | 62e Meijin               | Toshiyuki Moriuchi       | 4-2            | Yoshiharu Habu           |
| 2004-2005 | 45e Ōi                   | Yoshiharu Habu           | 4-1            | Koji Tanigawa            |
| 2004-2005 | 52e Ōza                  | Yoshiharu Habu           | 3-1            | Toshiyuki Moriuchi       |
| 2004-2005 | 54e Ōshō                 | Yoshiharu Habu           | 4-0            | Toshiyuki Moriuchi       |
| 2004-2005 | 30e Kiō                  | Yoshiharu Habu           | 3-0            | Koji Tanigawa            |
| 2004-2005 |                          | Asahi Open 2004          |                |                          |
| 2004-2005 |                          | Ginga Sen 2004           |                |                          |
| 2005-2006 | 63e Meijin               | Toshiyuki Moriuchi       | 4-3            | Yoshiharu Habu           |
| 2005-2006 | 76e Kisei                | Yasumitsu Sato           | 3-2            | Yoshiharu Habu           |
| 2005-2006 | 46e Ōi                   | Yoshiharu Habu           | 4-3            | Yasumitsu Sato           |
| 2005-2006 | 53e Ōza                  | Yoshiharu Habu           | 3-0            | Yasumitsu Sato           |
| 2005-2006 | 55e Ōshō                 | Yoshiharu Habu           | 4-3            | Yasumitsu Sato           |
| 2005-2006 | 31e Kiō                  | Toshiyuki Moriuchi       | 3-1            | Yoshiharu Habu           |
| 2005-2006 |                          | Asahi Open 2005          |                |                          |
| 2006-2007 | 47e Ōi                   | Yoshiharu Habu           | 4-2            | Yasumitsu Sato           |
| 2006-2007 | 54e Ōza                  | Yoshiharu Habu           | 3-0            | Yasumitsu Sato           |
| 2006-2007 | 56e Ōshō                 | Yoshiharu Habu           | 4-3            | Yasumitsu Sato           |
| 2006-2007 |                          | Asahi Open 2006          |                |                          |
| 2006-2007 |                          | Ginga Sen 2006           |                |                          |
| 2007-2008 | 48e Ōi                   | Koichi Fukaura           | 4-3            | Yoshiharu Habu           |
| 2007-2008 | 55e Ōza                  | Yoshiharu Habu           | 3-0            | Toshiaki Kubo            |
| 2007-2008 | 57e Ōshō                 | Yoshiharu Habu           | 4-1            | Toshiaki Kubo            |
| 2007-2008 | 33e Kiō                  | Yasumitsu Sato           | 3-2            | Yoshiharu Habu           |
| 2007-2008 |                          | Asahi Open 2007          |                |                          |
| 2008-2009 | 66e Meijin               | Yoshiharu Habu           | 4-2            | Toshiyuki Moriuchi       |
| 2008-2009 | 79e Kisei                | Yoshiharu Habu           | 3-2            | Yasumitsu Sato           |
| 2008-2009 | 49e Ōi                   | Koichi Fukaura           | 4-3            | Yoshiharu Habu           |
| 2008-2009 | 56e Ōza                  | Yoshiharu Habu           | 3-0            | Kazuki Kimura            |
| 2008-2009 | 21e Ryūō                 | Akira Watanabe           | 4-3            | Yoshiharu Habu           |
| 2008-2009 | 58e Ōshō                 | Yoshiharu Habu           | 4-3            | Koichi Fukaura           |
| 2008-2009 |                          | Coupe NHK 2008           |                |                          |
| 2009-2010 | 67e Meijin               | Yoshiharu Habu           | 4-3            | Masataka Goda            |
| 2009-2010 | 80e Kisei                | Yoshiharu Habu           | 3-2            | Kazuki Kimura            |
| 2009-2010 | 57e Ōza                  | Yoshiharu Habu           | 3-0            | Takayuki Yamasaki        |
| 2009-2010 | 59e Ōshō                 | Toshiaki Kubo            | 4-2            | Yoshiharu Habu           |
| 2009-2010 |                          | Asahi Open 2009          |                |                          |
| 2009-2010 |                          | Coupe NHK 2009           |                |                          |
| 2010-2011 | 68e Meijin               | Yoshiharu Habu           | 4-0            | Toshiyuki Moriuchi       |
| 2010-2011 | 81e Kisei                | Yoshiharu Habu           | 3-0            | Koichi Fukaura           |
| 2010-2011 | 58e Ōza                  | Yoshiharu Habu           | 3-0            | Takeshi Fujii            |
| 2010-2011 | 23e Ryūō                 | Akira Watanabe           | 4-2            | Yoshiharu Habu           |
| 2010-2011 |                          | Coupe NHK 2010           |                |                          |
| 2010-2011 |                          | Nihon Series 2010        |                |                          |
| 2011-2012 | 69e Meijin               | Toshiyuki Moriuchi       | 4-3            | Yoshiharu Habu           |
| 2011-2012 | 82e Kisei                | Yoshiharu Habu           | 3-0            | Koichi Fukaura           |
| 2011-2012 | 52e Ōi                   | Yoshiharu Habu           | 4-3            | Akihito Hirose           |
| 2011-2012 | 59e Ōza                  | Akira Watanabe           | 3-0            | Yoshiharu Habu           |
| 2011-2012 |                          | Asahi Open 2011          |                |                          |
| 2011-2012 |                          | Coupe NHK 2011           |                |                          |
| 2011-2012 |                          | Nihon Series 2011        |                |                          |
| 2012-2013 | 70e Meijin               | Toshiyuki Moriuchi       | 4-2            | Yoshiharu Habu           |
| 2012-2013 | 83e Kisei                | Yoshiharu Habu           | 3-0            | Taichi Nakamura          |
| 2012-2013 | 53e Ōi                   | Yoshiharu Habu           | 4-1            | Takeshi Fujii            |
| 2012-2013 | 60e Ōza                  | Yoshiharu Habu           | 3-1            | Akira Watanabe           |
| 2013-2014 | 71e Meijin               | Toshiyuki Moriuchi       | 4-1            | Yoshiharu Habu           |
| 2013-2014 | 84e Kisei                | Yoshiharu Habu           | 3-1            | Akira Watanabe           |
| 2013-2014 | 54e Ōi                   | Yoshiharu Habu           | 4-1            | Hisachi Namekata         |
| 2013-2014 | 61e Ōza                  | Yoshiharu Habu           | 3-2            | Taichi Nakamura          |
| 2013-2014 | 63e Ōshō                 | Akira Watanabe           | 4-3            | Yoshiharu Habu           |
| 2014-2015 | 72e Meijin               | Yoshiharu Habu           | 4-0            | Toshiyuki Moriuchi       |
| 2014-2015 | 85e Kisei                | Yoshiharu Habu           | 3-0            | Toshiyuki Moriuch        |
| 2014-2015 | 55e Ōi                   | Yoshiharu Habu           | 4-2-1          | Kazuki Kimura            |
| 2014-2015 | 62e Ōza                  | Yoshiharu Habu           | 3-2            | Masayuki Toyoshima       |
| 2014-2015 | 40e Kiō                  | Akira Watanabe           | 3-0            | Yoshiharu Habu           |
| 2015-2016 | 73e Meijin               | Yoshiharu Habu           | 4-1            | Hisachi Namekata         |
| 2015-2016 | 86e Kisei                | Yoshiharu Habu           | 3-1            | Masayuki Toyoshima       |
| 2015-2016 | 56e Ōi                   | Yoshiharu Habu           | 4-1            | Akihito Hirose           |
| 2015-2016 | 63e Ōza                  | Yoshiharu Habu           | 3-2            | Amahiko Sato             |
| 2015-2016 | 65e Ōshō                 | Masataka Goda            | 4-2            | Yoshiharu Habu           |
| 2016-2017 | 74e Meijin               | Amahiko Sato             | 4-1            | Yoshiharu Habu           |
| 2016-2017 | 87e Kisei                | Yoshiharu Habu           | 3-2            | Takuya Nagase            |
| 2016-2017 | 57e Ōi                   | Yoshiharu Habu           | 4-3            | Kazuki Kimura            |
| 2016-2017 | 64e Ōza                  | Yoshiharu Habu           | 3-0            | Tetsuro Itodani          |
| 2017-2018 | 88e Kisei                | Yoshiharu Habu           | 3-1            | Shintaro Saito           |
| 2017-2018 | 58e Ōi                   | Tatsuya Sugai            | 4-1            | Yoshiharu Habu           |
| 2017-2018 | 65e Ōza                  | Taichi Nakamura          | 3-1            | Yoshiharu Habu           |
| 2017-2018 | 30e Ryūō                 | Yoshiharu Habu           | 4-1            | Akira Watanabe           |
| 2018-2019 | 76e Meijin               | Amahiko Sato             | 4-2            | Yoshiharu Habu           |
| 2018-2019 | 89e Kisei                | Masayuki Toyoshima       | 3-2            | Yoshiharu Habu           |
| 2018-2019 | 31e Ryūō                 | Akihito Hirose           | 4-3            | Yoshiharu Habu           |
| 2018-2019 |                          | Coupe NHK 2011           |                |                          |
| 2019-2020 |                          |                          |                |                          |
| 2020-2021 | 33e Ryūō                 | Masayuki Toyoshima       | 4-1            | Yoshiharu Habu           |

### Classement annuel des gains en tournoi
Habu a figuré en première place du classement annuel des joueurs de shogi remportant le plus de gains (ja) de 1993 à 2018 (sauf en 1997 et 2013 où il a été second et en 2017 où il a fini troisième).
| Année | Montant gagné | Rang |
| ----- | ------------- | ---- |
| 1993  | 100 630 000 ¥ | 1er  |
| 1994  | 112 970 000 ¥ | 1er  |
| 1995  | 165 970 000 ¥ | 1er  |
| 1996  | 161 450 000 ¥ | 1er  |
| 1997  | 101 820 000 ¥ | 2e   |
| 1998  | 114 660 000 ¥ | 1er  |
| 1999  | 78 720 000 ¥  | 1er  |
| 2000  | 105 950 000 ¥ | 1er  |
| 2001  | 115 190 000 ¥ | 1er  |
| 2002  | 110 480 000 ¥ | 1er  |
| 2003  | 129 100 000 ¥ | 1er  |
| 2004  | 112 720 000 ¥ | 1er  |
| 2005  | 103 910 000 ¥ | 1er  |
| 2006  | 93 760 000 ¥  | 1er  |
| 2007  | 81 320 000 ¥  | 1er  |
| 2008  | 107 110 000 ¥ | 1er  |
| 2009  | 112 780 000 ¥ | 1er  |
| 2010  | 115 760 000 ¥ | 1er  |
| 2011  | 98 860 000 ¥  | 1er  |
| 2012  | 91 750 000 ¥  | 1er  |
| 2013  | 72 810 000 ¥  | 2e   |
| 2014  | 114 990 000 ¥ | 1er  |
| 2015  | 119 000 000 ¥ | 1er  |
| 2016  | 91 500 000 ¥  | 1er  |
| 2017  | 50 070 000 ¥  | 3e   |
| 2018  | 75 520 000 ¥  | 1er  |

### Parties commentées
- (en) [vidéo] « Habu - Tanigawa (19 juin 1993, finale du Kisei », sur YouTube
- (en) [vidéo] « Habu - Tanigawa (24 décembre 1993, finale du Kisei », sur YouTube
- (en) [vidéo] « Habu - Tanigawa (31 janvier 1994, finale du Kisei », sur YouTube
- (en) [vidéo] « Habu - Yonenaga (12 mai 1994, finale du Meijin) », sur YouTube
- (en) [vidéo] « Habu - Tanigawa (29 et 30 octobre 1996, finale du Ryūō) », sur YouTube
- (en) [vidéo] « Habu - Tanigawa (12 juillet 2002, 1 000e victoire de Tanigawa) », sur YouTube
- (en) [vidéo] « Moriuchi - Habu (25 et 26 avril 2005, finale du Meijin) », sur YouTube
- (en) [vidéo] « Sato - Habu (14 et 15 février 2006, finale du Osho) », sur YouTube
- (en) [vidéo] « Habu - Tanigawa (16 mars 2006, play-off) », sur YouTube
- (en) [vidéo] « Habu - Kubo (3 octobre 2007, finale du Oza) », sur YouTube
- (en) [vidéo] « Habu - Nakagawa (14 octobre 2007, Coupe NHK) », sur YouTube
- (en) [vidéo] « Inoue - Habu (8 novembre 2009, Coupe NHK) », sur YouTube
- (en) [vidéo] « Habu - Kubo (16 et 17 mars 2010, finale du Osho) », sur YouTube
- (en) [vidéo] « Habu - Miura (mai 2010, quatrième partie de la finale du Kisei », sur YouTube
- (en) [vidéo] « Habu - Fukaura (8 juin 2010, finale du Kisei) », sur YouTube
- (en) [vidéo] « Habu - Sato (20 février 2011, Coupe NHK) », sur YouTube